# 朱海
朱海（1406年—？），字克寬，湖廣郴州直隸州桂陽縣人，民籍，明朝政治人物。

## 生平
湖廣鄉試第十七名舉人，正統十年（1445年）中式乙丑科會試第九十九名，二甲第二十七名進士。授南京監察御史，出為江西按察司僉事。

## 家族
曾祖朱格政；祖父朱文遠；父朱友輔。族弟朱英。子朱守恕。